# Bugatti Atlantic
Bugatti Type 57S(C) Atlantic este un autoturism de tip GT fabricat între anii 1936-1938 de către producătorul de mașini Bugatti. Este cunoscut ca fiind cel mai prestigios model produs de către firma franceză în timpul perioadei interbelice și este clasat în rândul celor mai valoroase automobile din lume. 
Autorul acestei capodopere este Jean Bugatti, cel mai mare fiu al fondatorului companiei, Ettore Bugatti. Începând cu anul 1932, el prelua succesiv controlul asupra proiectelor firmei, iar în anul 1936, după o grevă ce l-a determinat pe tatăl său să se retragă în Paris pentru a evita orice conflict cu muncitorii fabricii, Jean avea autoritate absolută. Urmărind să modernizeze stilul mașinilor produse, în anul 1934 a introdus o serie de autovehicule de turism numită Type 57, care a fost transpusă în aproximativ 710 de unități. Printre acestea se numără și unitățile Type 57S care ofereau un grad mai ridicat de lux și performanță, aici remarcându-se modelele Aravis, Atalante și Atlantic.
Vehiculul se distinge prin stilul excentric al caroseriei creat de Jean Bugatti, intitulat "SuperProfile Coupé", fiind puternic inspirat după mișcarea artistică Art Déco. În ceea ce privește partea mecanică, vehiculul depozitează un motor care dezvoltă 170 CP (200 CP pe varianta supraalimentatǎ "C") cu o vitezǎ maximǎ de 180 km/h, respectiv 210 km/h, valori extraordinare pentru acea perioadă.

## Producție
Începând cu anul 1935, Bugatti a construit un prototip și patru unități de producție. 
Prototipul, denumit Aérolithe, a fost clădit sub o caroserie din elektron⁠(en)[traduceți], un aliaj format din magneziu și aluminiu, ușor și rezistent. Totuși, datorită faptului că sudarea magneziului era un proces costisitor și riscant, ca urmare a proprietății metalului de a exploda la temperaturi înalte, inginerii Bugatti au găsit o soluție pentru atașarea panourilor din elektron ale prototipului prin folosirea niturilor, tehnică preluată din industria aviației. Aceasta a dus în final la evoluția unui alt detaliu caracteristic al modelului și anume "cusăturile" integrate în caroserie. De asemenea, mașina a fost construită pe un șasiu-prototip care stătea la baza șasiului Type 57, dar scurtat la dimensiunile celui ce va deveni mai tărziu șasiul Type 57S.
Cele patru mașini de producție, a căror caroserie a fost fabricată integral din aluminiu, sunt construite cu aceleași "cusături" proeminente, de această dată având doar rol estetic.
Astăzi, doar trei dintre cele patru mașini sunt existente, iar fiecare dintre acestea sunt restaurate și expuse în muzee sau colecții private de automobile clasice. În anul 2010, una dintre aceste mașini a fost vândută printr-o licitație din Los Angeles colecționarului american Peter Mullin pentru valoarea de 30 milioane de dolari, fiind inclusă în rândul celor mai scumpe vehicule vândute vreodată. Mai mult, americanul Ralph Lauren, stilist de modă renumit, deține una dintre cele mai valoroase colecții de mașini din lume printre care se află și ultimul Bugatti Atlantic fabricat, acesta fiind estimat ca valoare la peste 40 milioane de dolari.

## Denumiri

### Inițialele "S" și "C"
Aceste două inițiale reprezentau specificații aduse vehiculelor Bugatti pentru seria "Type 57".
Litera "S" provine din cuvântul francez "Surbaissé" pentru "Profil Coborât". Această opțiune aducea un nou șasiu, mai rezistent și mai ușor, un motor mai performant cu o adiție de 40 CP, dar și un sistem îmbunătățit de suspensii realizat după standardele mașinilor de curse Bugatti.
Litera "C" rezultă din cuvântul "Compresseur" care definea un sistem de supraalimentare a motorului, opțiune inclusă de Bugatti pentru a mări și mai mult puterea mașinilor. Doar două unități Type 57S au fost construite original cu această opțiune, restul mașinilor fiind ulterior aduse și apoi modificate la cererea clienților în Atelierul Bugatti.

### "Atlantic"

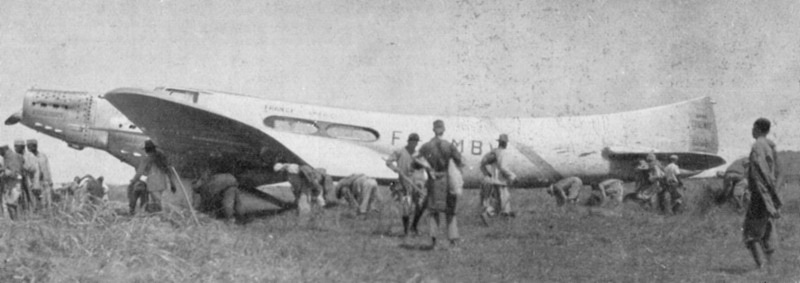
Avionul Couzinet 70 "Arc-En-Ciel" în Brazilia, după traversarea Atlanticului de Sud din 1934

Modelul a fost denumit în onoarea aviatorului și eroului militar francez Jean Mermoz care în anul 1934, la bordul unui avion Couzinet 70 "Arc-En-Ciel" ("Curcubeu"), a reușit traversarea pentru prima dată a Atlanticului de Sud cu o aeronavă, cu scopul formării unei linii aeriene directe între Franța și America de Sud. 
Inițial, Bugatti denumiseră modelul de producție "Coupé Aero" după prototipul Aérolithe, nume deja stabilit primelor două mașini construite. Însă în Decembrie 1936, Mermoz împreună cu echipa sa au fost declarați dispăruți în timpul unui zbor de curierat în mijlocul Atlanticului, cauza probabilei prăbușiri fiind problemele tehnice de la nivelul motorului semnalate de către pilot cu doar câteva minute înainte de pierderea semnalului cu stația aeriană. 
Fiind un prieten apropiat de-al său, tocmai înainte de completarea celei de-a treia mașini, Jean Bugatti a cerut redenumirea modelului în "Atlantic Coupé", aducând astfel un omagiu aviatorului francez și realizărilor sale.

## Sumar

### Prototipul Bugatti Type 57 Aérolithe Nr. 57331
(Șasiul Nr. 57331 / Motorul Nr. 226S / Culoare originală: "Crème de menthe" / Interior: Piele "Crème de menthe" și pânză bej / Data finalizării: Iulie 1935)

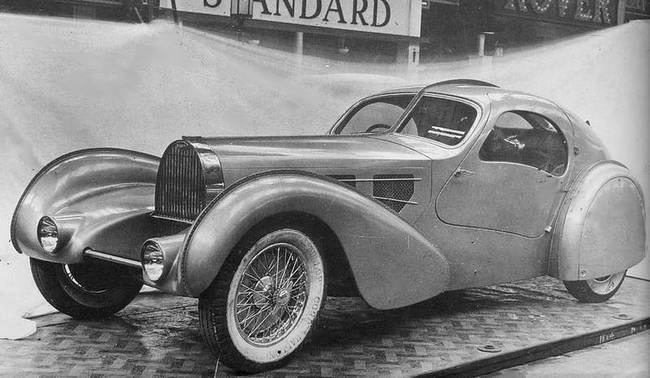
Prototipul Aérolithe la Salonul Auto din Olympia, Londra în Octombrie 1935

Ieșit pe porțile fabricii Bugatti în luna Iulie a anului 1935, acest prototip a avut parte de un viitor foarte scurt. Prima sa apariție publică a fost la Salonul Auto de la Paris din 1935 cu numele de "Elektron Coupé" sau "Competition Coupé". Datorită formei sale aparent bizare, mașina nu a căpătat multă atenție, aceasta fiind principala cauză a numărului scăzut de unități Atlantic fabricate în următorii ani. Totuși, după realizarea a câteva tururi ale Parisului alături de pilotul de curse Bugatti, William Grover-Williams, mașina a stârnit atenția unui public limitat care a numit-o în cele din urmă "La Aérolithe" ("Meteoritul") după sintagma "Rapide comme une aérolithe" ("Rapid ca un meteorit"), denumire adoptată ulterior de Bugatti. 
Câteva săptămâni mai târziu, vehiculul a fost expediat la Salonul Internațional de Automobile din Olympia, Londra. Prototipul a rămas în Londra până în primăvara lui 1936, fiind condus și testat frecvent de către William Grover-Williams. Din acest punct istoricii îi pierd urma, însă după cum a declarat mecanicul-șef Bugatti, Robert Aumaître, câteva decenii mai târziu, mașina era doar un prototip stilistic, neavând nici un interes tehnic, fiind astfel transportată înapoi în Franța la Atelierul Bugatti unde a fost dezasamblată pentru componente.
Pe parcursul a cinci ani, din 2008 până în 2013, echipa canadiană de restaurare de mașini de la The Guild's Classics condusă de David Grainger a construit o replică exactă a lui Type 57 Aérolithe, având la îndemână doar 11 fotografii, două schițe și un tablou de unde au reușit să determine toate dimensiunile exacte ale vehiculului. A fost construită pe șasiul Nr. 57104, primul șasiu construit de Bugatti în specificația Type 57, iar caroseria a fost construită în întregime din aliajul de elektron.

### Bugatti Type 57S(+C) Coupé Aero Nr. 57374
(Șasiul Nr. 57374 / Motorul Nr. 25S / Culoare originală: Gri-albastru metalic / Interior: Piele albastră / Data finalizării: 2 Septembrie 1936)

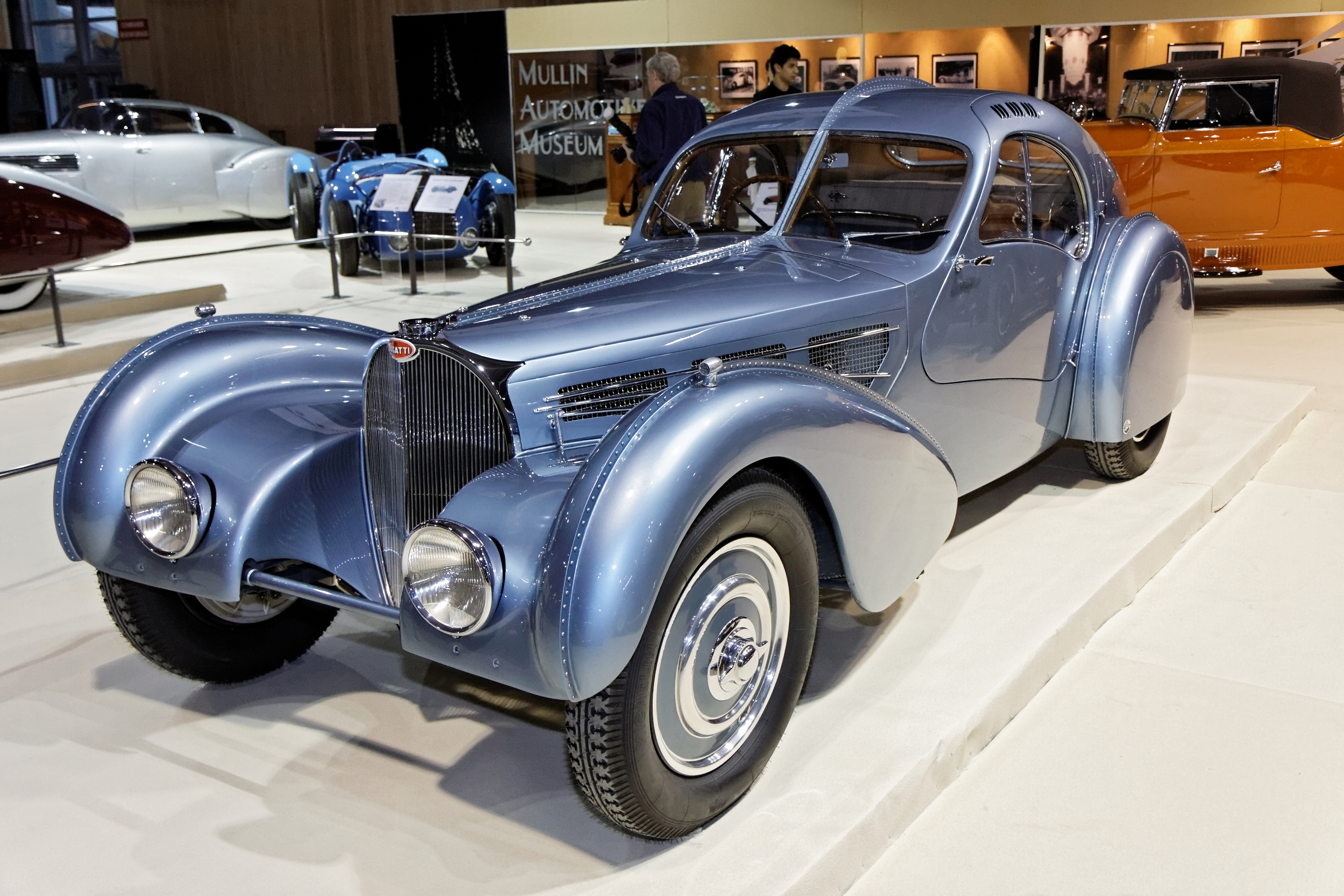
Nr. 57374 expusă în incita muzeului "Mullin Automotive" din Los Angeles

Acest prim Bugatti Atlantic a părăsit fabrica pe data de 2 Septembrie 1936 și a fost livrat în Anglia primului său proprietar, baronul Victor Rothschild. Vopsită în gri-albastru metalic, Nr. 57374 era construită fără specificația "C" și includea diverse componente provenite de la prototipul Aérolithe, cele mai notabile fiind detaliile laterale din crom ale grilei motorului. În anul 1939, la cererea baronului, mașina a fost readusă în Franța pentru montarea specificației "C". Rothschild a avut în folosință mașina până în Octombrie 1941 când a abandonat-o în mijlocul unui câmp după ce îi explodase motorul, fapt datorat montării modelului greșit de supraalimentator cu doi ani în urmă.
A fost scoasă la vânzare și cumpărată de către un mecanic care a reparat-o, înlăturându-i astfel supraalimentatorul defect. Deținută de încă alți câțiva proprietari, în anul 1945 a fost cumpărată de către un medic bogat al armatei americane ajuns în Anglia care, un an mai târziu, a importat mașina în Statele Unite ale Americii și i-a vândut-o lui Mike Oliver, entuziast de mașini Bugatti. În mâinile acestui proprietar, Nr. 57374 a primit modificările rutiere americane și a fost vopsită în roșu închis. Mai apoi, în anul 1953, Oliver a decis ca mașinii să-i fie reinstalată specificația "C". Ca urmare, a fost adusă înapoi în Franța la Atelierul Bugatti pentru realizarea acestei modificări și, odată finalizată, a revenit înapoi în S.U.A. unde a fost vopsită în roșu aprins.
Mike Oliver a murit la vârsta de 50 de ani în anul 1970. Înaintea decesului său, a hotărât ca Nr. 57374 să fie expusă în incita colecției de mașini "Costa Mesa", deținută de către antreprenorul și pilotul american Briggs Cunningham. Doar un an mai târziu, a fost vândută printr-o licitație din Los Angeles colecționarului de automobile și împătimitului de mașini Bugatti, Peter Williamson, pentru suma de 59.000 de dolari.
Acesta a avut în posesie mașina timp de 32 de ani, pânǎ în anul 2003, perioadă în care aceasta a fost restaurată și readusă la stadiul său original, mai apoi fiind expediată în cadrul ediției din anul 2003 a evenimentului Pebble Beach Concours d'Elegance unde a primit veritabilul titlu de "Best of Show". Peter Williamson a decedat un an mai târziu, în 2004, iar Nr. 57374 a rămas în păstrarea familiei până în 2010, când a fost vândută cu nu mai puțin de 30 de milioane de dolari colecționarului Peter Mullin și apoi expusă în cadrul muzeului său de automobile clasice.
În 2015, mașina a fost mutată în incita muzeului de automobile Petersen din Los Angeles unde este expusă și în ziua de astăzi în toată gloria sa de odinioară. Mai mult, Nr. 57374 a participat în cadrul ediției 2017 a evenimentelor "Arizona Concours d'Elegance", respectiv "Chantilly Arts and Elegance" unde a primit titlurile de "Best of Show".

### Bugatti Type 57SC Coupé Aero Nr. 57453
(Șasiul Nr. 57453 / Motorul Nr. 2SC / Culoare originală: Negru / Interior: Piele maro și pânză bej / Data finalizării: 3 Octombrie 1936)

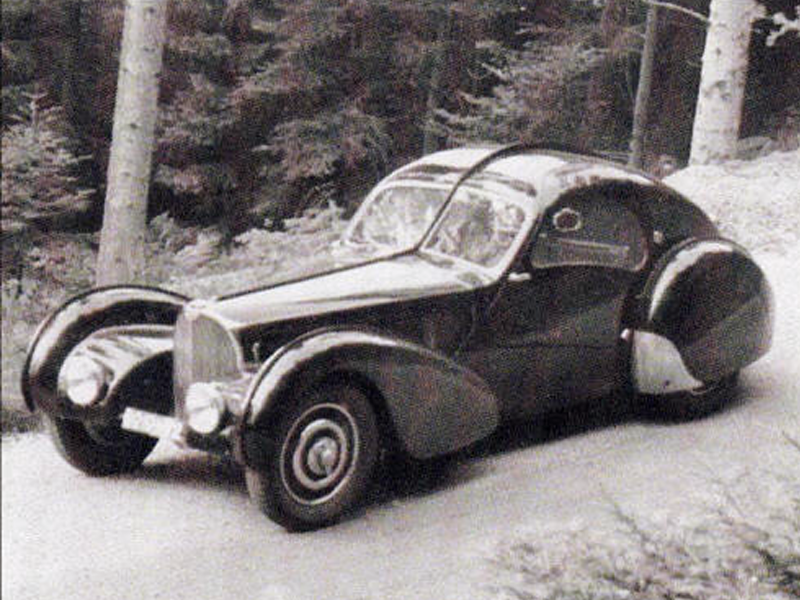
Nr. 57453 fotografiat pe un drum forestier din Alsacia, Franța în primăvara anului 1937

Cunoscut ca "La Voiture Noire" ("Mașina Neagră"), acesta este cel de-al doilea Bugatti Atlantic fabricat și totodată singurul construit cu specificația "C" tocmai din fabrică. Este cel mai misterios, dar și cel mai de preț șasiu dintre toate cele patru construite. În afară de primii săi ani de după producție, istoria acestei mașini rămâne necunoscută. 
Pe data de 10 Martie 1936, pilotul de curse grec Nico E. Embiricos comandă un Bugatti Coupé Aero cu șasiul Nr. 57375 și motorul Nr. 3S care este finalizat pe data de 24 August 1936 și apoi expediat la reședința sa din Londra, Regatul Unit. Odată ajunsă la destinație, Nr. 57375 este trimisă la Corsica, companie engleză constructoare de caroserii, pentru a-i fi montată o caroserie decapotabilă de curse, motivul fiind unul neclar. Această schimbare a avut loc până pe data de 4 Septembrie 1936, iar caroseria Coupé Aero a fost trimisă înapoi la Atelierul Bugatti unde urma să fie montată pe șasiul Nr. 57453.
Finalizată în Octombrie 1936, "La Voiture Noire" a fost luată în folosință de către Jean Bugatti și de pilotul William Grover-Williams și soția sa. În primăvara lui 1937, mașina a fost fotografiată pentru broșurile și publicitățile firmei franceze și expediată la edițiile din 1937 a Saloanelor Auto de la Lyon și Nisa.
Readusă înapoi la Molsheim, mașina a fost condusă cu mândrețe de către Jean Bugatti până în Iulie 1937 când i-a oferit-o cadou pilotului de curse Bugatti, Robert Benoist, după câștigarea Cursei de 24 de ore de la Le Mans din acel an. Prieten foarte apropiat cu soții Grover-Williams, Benoist a folosit frecvent vehiculul alături de aceștia până în primăvara anului 1940, când toți trei au fost nevoiți să plece în Anglia înainte ca naziștii să ocupe Franța, mașina fiind returnată firmei. Deși a fost condusă frecvent, "La Voiture Noire" nu a avut niciun proprietar înregistrat.
Având numărul șasiului preschimbat în 57454, mașina a fost reparată și condusă de câțiva ingineri de la fabrica Bugatti până în luna Februarie a anului 1941, în timpul exodului Franței, când a fost trimisă alături de alte mașini și bunuri ale familiei Bugatti pe un tren ce urma să ajungă la Bordeaux. Ce anume s-a întâmplat ulterior cu aceasta, nu se știe nici în prezent. Datorită trecutului și exclusivității sale, experții au estimat valoarea acestei mașini la aproape 114 milioane de dolari.
Până în ziua decesului său (11 August 1939), Jean Bugatti a considerat modelul Atlantic, în special Nr. 57453, ca fiind cea mai inovatoare și cea mai de preț creație a sa. Astfel, în cadrul ediției din 2019 a Salonului Auto de la Geneva, cu ocazia aniversării de 110 ani a lui Jean Bugatti, firma franceză a introdus modelul unicat "Bugatti La Voiture Noire", având o valoare de aproape 19 milioane de dolari, fiind declarată cea mai scumpă mașină nouă vândută vreodată. Conform echipei stilistice Bugatti, autovehiculul se identifică ca fiind o reprezentare modernă a lui Nr. 57453.

### Bugatti Type 57S Atlantic Coupé Nr. 57473
(Șasiul Nr. 57473 / Motorul Nr. 10S / Culoare originală: Negru / Interior: Piele neagră și pânză bej / Data finalizării: 13 decembrie 1936)

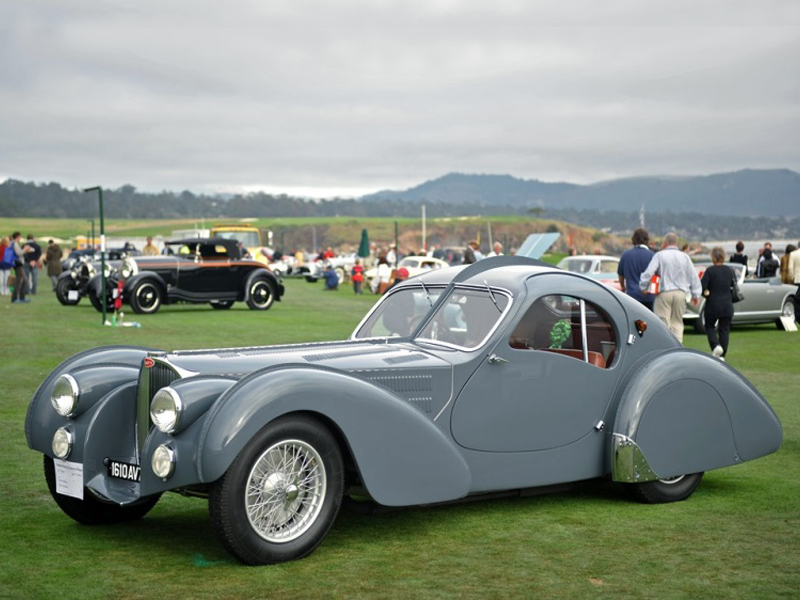
Nr. 57473 în cadrul evenimentului Pebble Beach Concours d'Elegance din 2010

Al treilea Bugatti Atlantic fabricat de către firma franceză, Nr. 57473 a avut parte de un trecut împovărat. Vopsită în negru ca Nr. 57453 și completată în Decembrie 1936, primii săi proprietari au fost soții Jacques și Yvonne Holzschuch, locuitori ai Parisului. În Martie 1937, în timpul călătoriei lor prin Coasta de Azur, cei doi au participat în cadrul evenimentului "Juan-les-Pins Concours d'Elegance" în care vehiculul a primit "Grand Prix d'Honneur" ("Marele Premiu de Onoare") al concursului.
Doi ani mai târziu, în 1939, la cererea lui Jacques Holzschuch, mașina a căpătat un design "modernizat" fiindu-i alungite aripile din spate, iar partea frontală suferind schimbări majore, astfel că se distinge substanțial față de celelalte unități. Autorul acestei lucrări nu este cunoscut, însă majoritatea surselor îl numesc pe stilistul italian Giuseppe Figoni, unul dintre fondatorii companiei de design auto "Figoni & Falaschi", renumită prin creațiile sale pentru Alfa Romeo, Renault, Bugatti și Talbot-Lago. 
Jacques Holzschuch și soția sa au fost omorâți spre finalul celui de-al Doilea Război Mondial de către armata germană, iar mașina a rămas ascunsă în garajul familiei din Monaco până în anul 1949, când un anume Cannes Robert Verkerke cumpără o parte din moșie. În mâinile noului proprietar, Nr. 57473 a fost reparată, iar în 1951 a participat în cadrul Circuitului Internațional de Viteză din Nisa, sfârșind prin abandon. Trecând prin mâinile altor trei proprietari, în anul 1952, este cumpărată de către entuziastul de mașini Bugatti și omul de afaceri francez, René Chatard, pentru suma de 1.500.000 franci francezi (aprox. 230.000 euro). Având deja în posesie o colecție impresionantă de mașini Bugatti, Chatard glorifică modelul Atlantic, folosindu-l mai mereu și, mai apoi, vopsindu-l în gri albăstrui după propriul gust.
Pe data de 22 august 1955, Chatard împreună cu Janine Vacheron, o damă de companie, au suferit un accident fatal după ce au fost loviți de către un tren în timp ce se întorceau spre Gien. Mașina în care se aflau aceștia era chiar Nr. 57473. Resturile vehiculului au fost vândute unui comerciant de fier vechi din Gien unde au rămas până în anul 1965, când sunt descoperite și cumpărate de colecționarul Paul-André Berson. Acesta inițiază o restaurare completă a mașinii, fiind finalizată tocmai în anul 1977. Ca urmare a deteriorării severe, majoritatea componentelor originale au fost înlocuite cu unele noi, valoarea mașinii micșorându-se substanțial. Ulterior, în Noiembrie 2006, este cumpărată de către un colecționar anonim care hotărăște ca Nr. 57473 să fie restaurată în aprofunzime de către specialistul american Paul Russell și readusă în stadiul deținerii de către Chatard. În anul 2010, mașina finalizată este expusă în cadrul evenimentului Pebble Beach Concours d'Elegance unde, din nefericire, nu va câștiga niciun premiu, fiind considerată replică. Astăzi, Nr. 57473 se află în rândul mașinilor clasice din colecția privată Torrota din Spania.

### Bugatti Type 57S(+C) Atlantic Coupé Nr. 57591
(Șasiul Nr. 57591 / Motorul Nr. 39S / Culoare originală: Albastru de safir / Interior: Piele și pânză bej / Data finalizării: 2 mai 1938)

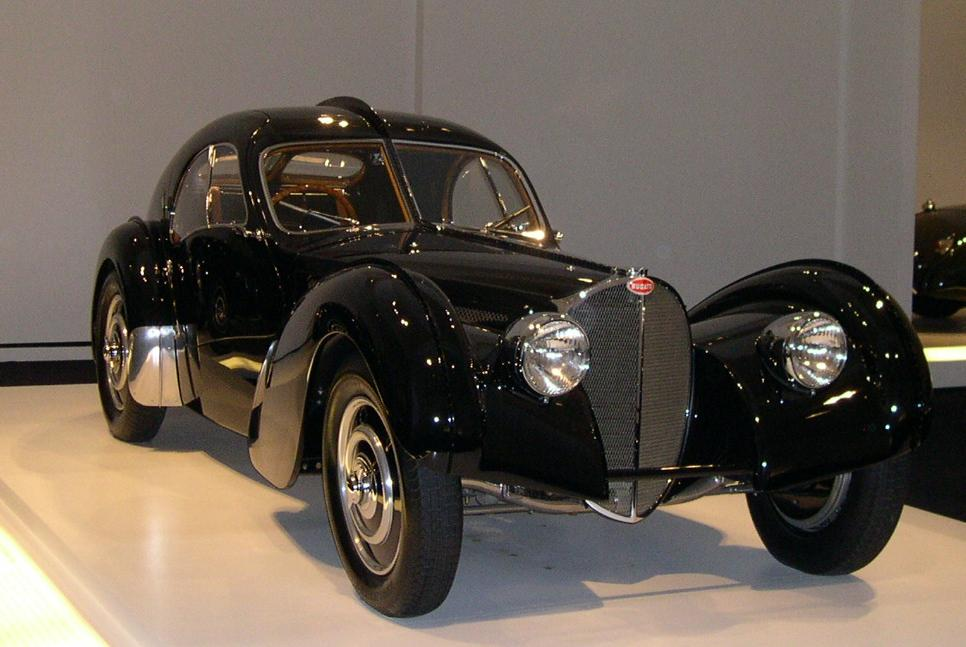
Nr. 57591 expusă în colecția privată a stilistului de modă american Ralph Lauren

Ultimul Bugatti Atlantic construit, Nr. 57591 a dus o viață fermecătoare care continuă până în prezent. Primul său proprietar a fost jucătorul britanic de tenis Richard B. Pope, căruia i-a fost livrată în mai 1938, înainte de a fi înregistrată "EXK6", așa cum este și denumită și astăzi. Vopsită în albastru de safir, Nr. 57591 se distinge de celelalte unități Atlantic prin "facelift-ul" din față și absența capacelor de protecție de la aripile din spate. 
În 1939, Pope trimite mașina înapoi la Molsheim la Atelierul Bugatti pentru a-i instala specificația "C". A avut-o în posesie aproape treizeci de ani, împrumutându-i-o din când în când specialistului Bugatti, Barrie Price. În cele din urmă, Price a cumpărat mașina în 1967 și a avut-o timp de 10 ani. Între timp, Nr. 57591 a suferit un accident ușor în timpul unei comemorări, care a dus la blocarea acesteia într-un șanț. Mașina a fost înmânată omului de afaceri Anthony Bamford și, la scurt timp după aceea, a fost dată unui alt colecționar.
În cele din urmă, renumitul stilist de modă american Ralph Lauren cumpără mașina în 1988 căruia îi face o restaurare completă cu ajutorul specialistului Paul Russell care reușit să o readucă la gloria sa din 1938, cu excepția vopsirii sale în negru la cererea lui Lauren. Mașina a primit premiul "Best Of Show" la Pebble Beach în 1990 și "Best Of Show" la Villa d'Este în 2013, alături de multe alte premii de top.